# Arconville
Arconville est une commune française située dans le département de l'Aube, en région Grand Est.

## Géographie

### Hydrographie
La commune est dans la région hydrographique « la Seine de sa source au confluent de l'Oise (exclu) » au sein du bassin Seine-Normandie. Elle est drainée par le cours d'eau 01 de Clairvaux, le Fossé 01 de Fraville, le Fossé 01 de la Côte des Enfants, le Fossé 01 du Bois de Morlieux, le Fossé 01 du Champ du Débat, le Fossé 02 des Prés de Maranville, le Fossé 03 du Bois de Morlieux et le ruisseau du Bouillon,.

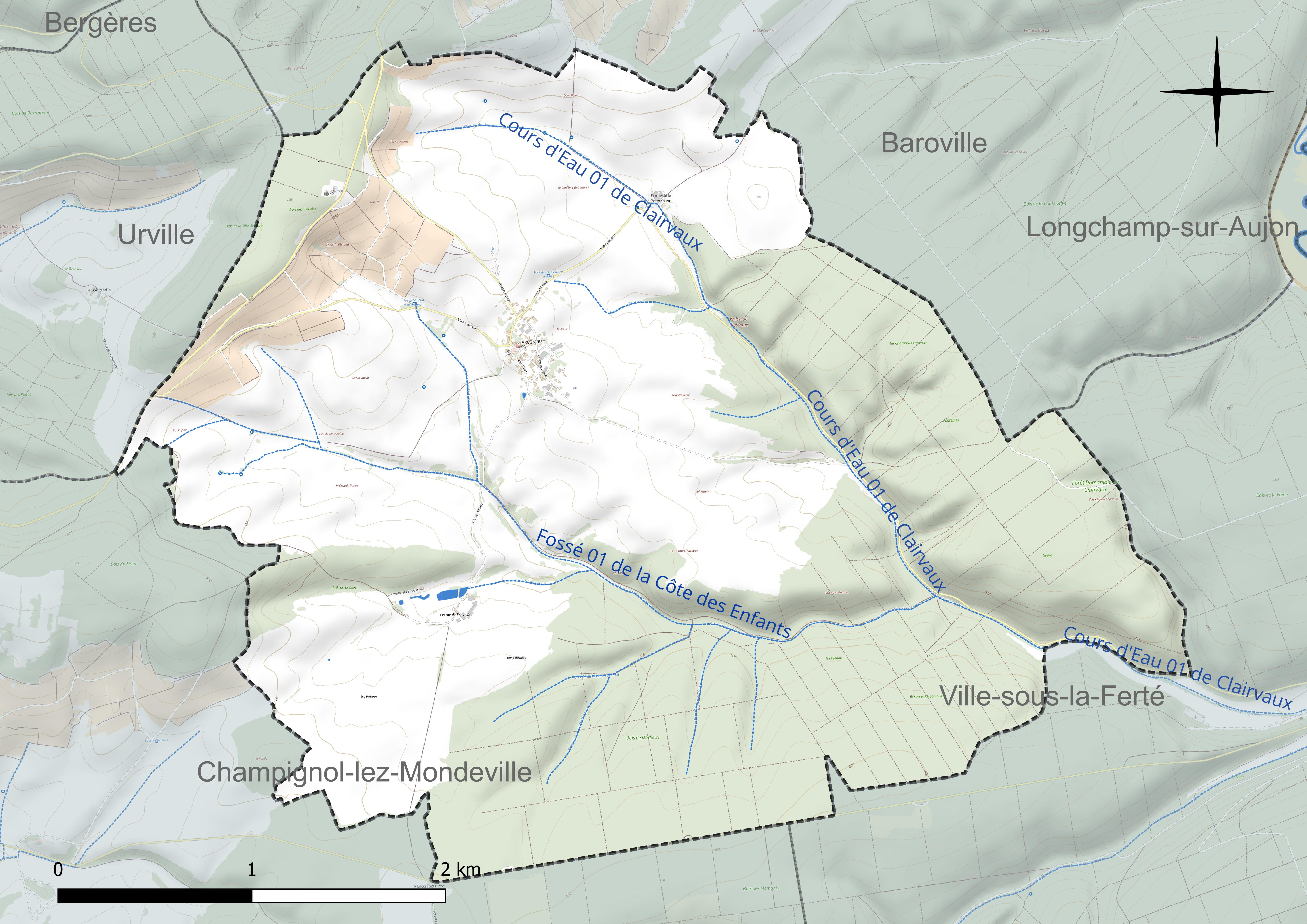
Réseau hydrographique d'Arconville.

### Climat
Pour des articles plus généraux, voir Climat du Grand Est et Climat de l'Aube.
En 2010, le climat de la commune est de type climat des marges montargnardes, selon une étude du Centre national de la recherche scientifique s'appuyant sur une série de données couvrant la période 1971-2000. En 2020, Météo-France publie une typologie des climats de la France métropolitaine dans laquelle la commune est exposée à un climat océanique altéré et est dans la région climatique Lorraine, plateau de Langres, Morvan, caractérisée par un hiver rude (1,5 °C), des vents modérés et des brouillards fréquents en automne et hiver.
Pour la période 1971-2000, la température annuelle moyenne est de 10,3 °C, avec une amplitude thermique annuelle de 16,1 °C. Le cumul annuel moyen de précipitations est de 904 mm, avec 12,5 jours de précipitations en janvier et 9 jours en juillet. Pour la période 1991-2020, la température moyenne annuelle observée sur la station météorologique de Météo-France la plus proche, « Ailleville_sapc », sur la commune d'Ailleville à 11 km à vol d'oiseau, est de 11,4 °C et le cumul annuel moyen de précipitations est de 833,5 mm. 
La température maximale relevée sur cette station est de 41,3 °C, atteinte le 25 juillet 2019 ; la température minimale est de −19,7 °C, atteinte le 20 décembre 2009,,.
Les paramètres climatiques de la commune ont été estimés pour le milieu du siècle (2041-2070) selon différents scénarios d'émission de gaz à effet de serre à partir des nouvelles projections climatiques de référence DRIAS-2020. Ils sont consultables sur un site dédié publié par Météo-France en novembre 2022.

## Urbanisme

### Typologie
Au 1er janvier 2024, Arconville est catégorisée commune rurale à habitat dispersé, selon la nouvelle grille communale de densité à 7 niveaux définie par l'Insee en 2022.
Elle est située hors unité urbaine. Par ailleurs la commune fait partie de l'aire d'attraction de Bar-sur-Aube, dont elle est une commune de la couronne,. Cette aire, qui regroupe 43 communes, est catégorisée dans les aires de moins de 50 000 habitants,.

### Occupation des sols
L'occupation des sols de la commune, telle qu'elle ressort de la base de données européenne d’occupation biophysique des sols Corine Land Cover (CLC), est marquée par l'importance des territoires agricoles (53,2 % en 2018), une proportion sensiblement équivalente à celle de 1990 (52,8 %). La répartition détaillée en 2018 est la suivante : terres arables (40,2 %), forêts (38,2 %), milieux à végétation arbustive et/ou herbacée (8,6 %), prairies (8,3 %), cultures permanentes (4,6 %). L'évolution de l’occupation des sols de la commune et de ses infrastructures peut être observée sur les différentes représentations cartographiques du territoire : la carte de Cassini (XVIIIe siècle), la carte d'état-major (1820-1866) et les cartes ou photos aériennes de l'IGN pour la période actuelle (1950 à aujourd'hui).

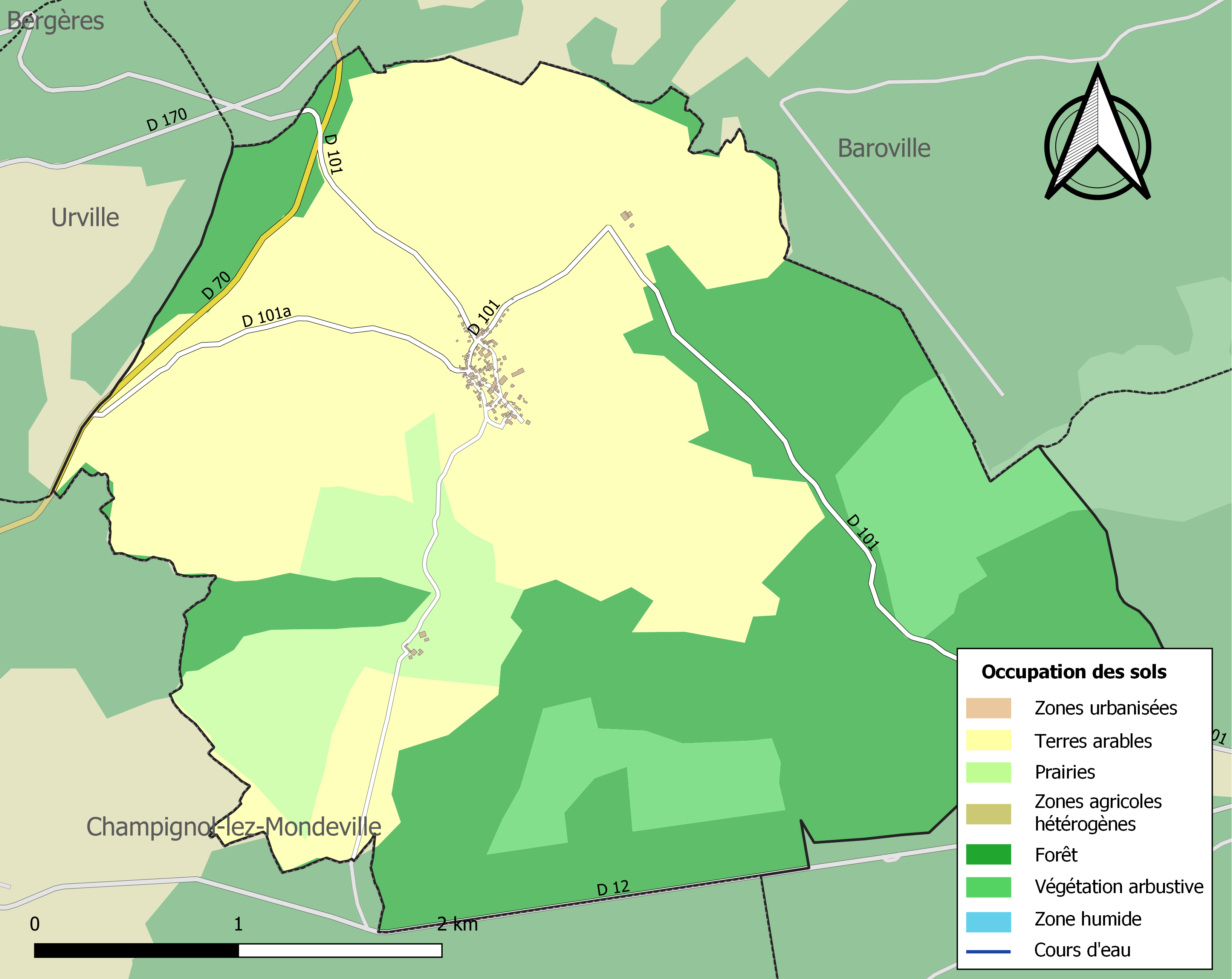
Carte des infrastructures et de l'occupation des sols de la commune en 2018 (CLC).

## Histoire
Un cimetière avec des cercueils et armes de l'époque romaine furent trouvés au lieu-dit les Fourches.
La seigneurie appartenait à Hugues, comte de Troyes et fut donnée à l'abbé de Cluny en 1139 pour le prieuré de Sainte-Eulalie. Vendu à l'abbaye de Clairvaux, en 1482 elle l'est aussitôt à Oudot de Dortaut, prieur de Sainte-Eulalie  seigneur d'Arconville.
En 1789, le village dépendait du l'intendance et de la généralité de Châlons, de l'élection de Bar-sur-Aube et du bailliage de Chaumont.
En 1854, une épidémie de choléra fit de nombreux morts dans le village, essentiellement durant l'été.

## Politique et administration
| Période                                  | Période   | Identité          | Étiquette | Qualité      |
| ---------------------------------------- | --------- | ----------------- | --------- | ------------ |
| mars 2001                                | mars 2008 | Jolène Colney     |           |              |
| mars 2008                                | 2014      | Gilles Bonnevie   |           |              |
| mars 2014                                | juin 2020 | Claudine Noblot   | DVD       | Agricultrice |
| juin 2020                                | En cours  | Guillaume Gaucher |           | Agriculteur  |
| Les données manquantes sont à compléter. |           |                   |           |              |

## Démographie
L'évolution du nombre d'habitants est connue à travers les recensements de la population effectués dans la commune depuis 1793. Pour les communes de moins de 10 000 habitants, une enquête de recensement portant sur toute la population est réalisée tous les cinq ans, les populations de référence des années intermédiaires étant quant à elles estimées par interpolation ou extrapolation. Pour la commune, le premier recensement exhaustif entrant dans le cadre du nouveau dispositif a été réalisé en 2007.

En 2022, la commune comptait 107 habitants, en stagnation par rapport à 2016 (Aube : +0,7 %, France hors Mayotte : +2,11 %).
| 1793 | 1800 | 1806 | 1821 | 1831 | 1836 | 1841 | 1846 | 1851 |
| ---- | ---- | ---- | ---- | ---- | ---- | ---- | ---- | ---- |
| 227  | 279  | 374  | 326  | 426  | 412  | 385  | 390  | 468  |

| 1856 | 1861 | 1866 | 1872 | 1876 | 1881 | 1886 | 1891 | 1896 |
| ---- | ---- | ---- | ---- | ---- | ---- | ---- | ---- | ---- |
| 447  | 347  | 295  | 291  | 286  | 271  | 282  | 268  | 253  |

| 1901 | 1906 | 1911 | 1921 | 1926 | 1931 | 1936 | 1946 | 1954 |
| ---- | ---- | ---- | ---- | ---- | ---- | ---- | ---- | ---- |
| 225  | 207  | 179  | 164  | 149  | 139  | 118  | 135  | 143  |

| 1962 | 1968 | 1975 | 1982 | 1990 | 1999 | 2006 | 2007 | 2012 |
| ---- | ---- | ---- | ---- | ---- | ---- | ---- | ---- | ---- |
| 161  | 148  | 104  | 123  | 162  | 148  | 122  | 118  | 113  |

| 2017 | 2022 | - | - | - | - | - | - | - |
| ---- | ---- | - | - | - | - | - | - | - |
| 105  | 107  | - | - | - | - | - | - | - |

## Culture locale et patrimoine

### Lieux et monuments
- Église-halle du XVIIIe siècle, non orientée, dédiée à saint Martin[21].
- Grange de Fraville.
- Chapelle de l'ancienne grange monastique de Fraville d'Arconville.

### Personnalités liées à la commune
- Nicolas Céard (1745-1821), ingénieur de Ponts et Chaussées, ouvrit la route du col du Simplon en Suisse à l'instigation de Bonaparte en 1800.
- Théophile Nicolas Noblot (1824-1891), manufacturier et homme politique né à Arconville, député de Meurthe-et-Moselle.